# Johann Wilhelm

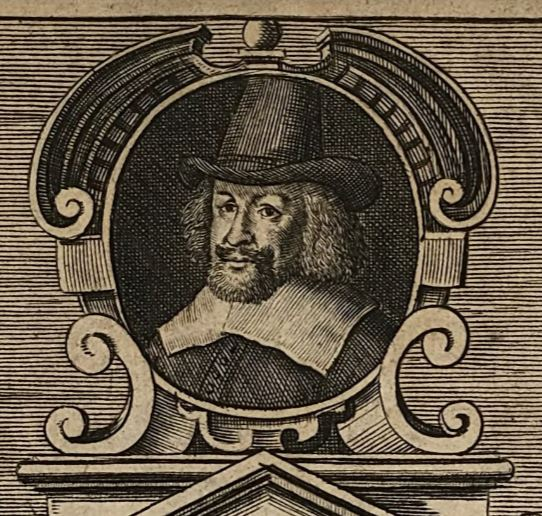
Johann Wilhelm (1668 publiziertes Porträt)

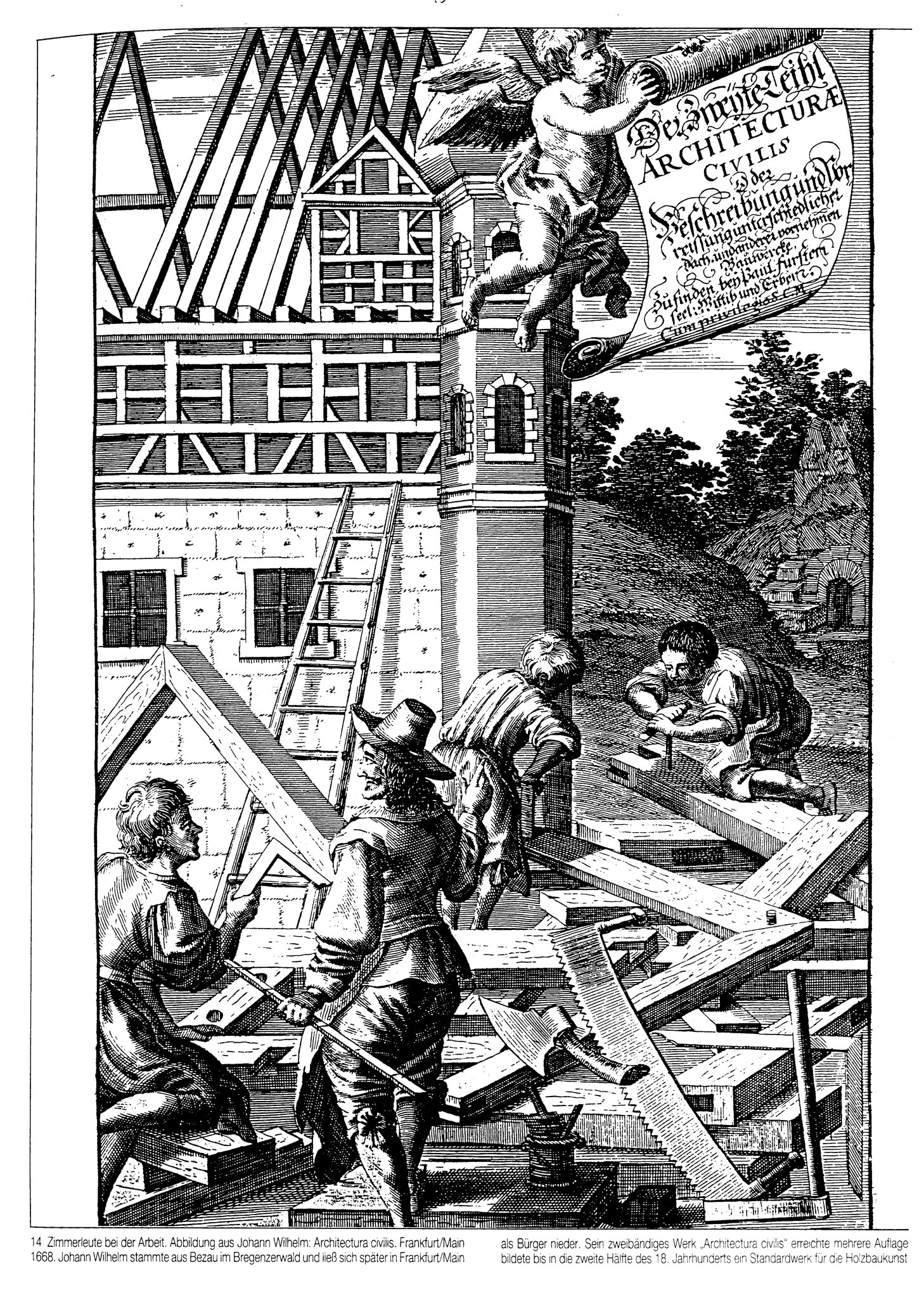
Johann Wilhelm: Zimmerleute aus Architectura civilis, 1668

Johann Wilhelm (* um 1600 in Bezau/Vorarlberg; † 21. März 1676) war ein deutscher Zimmermann und Architekt Vorarlberger Herkunft.

## Leben und Werk
Johann Wilhelm stammte aus dem Bregenzerwald am Bodensee kurz bevor dort Mitte des 17. Jahrhunderts die bekannte und weithin wirksame Bauhandwerkerschule der Auer Zunft gegründet wurde. Leben und Werk Wilhelms sind kaum bekannt. Seine Lehrzeit und Gesellenjahre absolvierte Johann Wilhelm, wie er später in seinem Gesuch um die Verleihung der Frankfurter Bürgerschaft angab, in Konstanz, Freiburg i. Br., Offenburg und anderswo. Er selbst schrieb später, dass er vor seiner Frankfurter Zeit bei Johann Weckenmann in Straßburg als Zimmermann gearbeitet habe.
In Frankfurt am Main erwarb er sich 1621 – angeblich auch zur Heirat einer Frankfurterin, Tochter eines Zimmermeisters – das Bürgerrecht und 1621 den Meistertitel.
Johann Wilhelm war auch Müller und soll zudem als „geschickter Architekt“ gegolten haben. Johann Wilhelm heiratete erneut 1630 und 1669 ein drittes Mal.
Wilhelms ein Jahr nach Ende des Dreißigjährigen Krieges 1649 erstmals in Frankfurt erschienene und 1668 in einer Nürnberger Ausgabe wesentlich erweiterte „Architectura civilis“ zählt zu den ersten Werken in Deutschland, in denen Holzkonstruktionen, insbesondere Dachkonstruktionen, aber auch Geräte und Maschinen aus Holz, ausführlicher dargestellt werden. Es überwiegt die knapp erläuterte Präsentation von einfachen, aber klar gegliederten, perspektivisch und in den Details genauen Konstruktionen auf zuerst 41, dann 63 Kupfertafeln. Das Buch erreichte bis 1705 mehrere Auflagen und bildete noch bis in die zweite Hälfte des 18. Jahrhunderts ein Standardwerk für die Holzbaukunst. Auch im 20. Jahrhundert erfolgten Nachdrucke.

## Schriften
(Vgl. auch Architectura civilis Johann Wilhelms, aufkallimachos.de, mit Auflistung der Digitalisate)
- Johann Wilhelms Architectura civilis : das ist: Beschreib- oder Vorreissung der fürnembsten Tachwerck, nemlich hoher Helmen, Creutztächer, Wiederkehrungen, welscher Hauben, so dann Kelter, Pressen, Schnecken, oder Windelstiegen und dergleichen (…). Philipp Jacob Fischer, Frankfurt am Main 1649. (Digitalisat; Digitalisat der 2. Auflage von 1654; Digitalisat der 3. Auflage von 1662).

Veränderte und auf 63 Tafeln erweiterte Bearbeitung von 1668 in zwei Teilen:
- Johann Wilhelms, Werck-Meisters in der H. Röm. Reichs Statt Franckfurt. Architectura Civilis, Oder Beschreibung und Vorreissung vieler vornehmer Dachwerck als hoher Helmen Creutzdächer Wiederkehrungen Welscher Hauben auch Kelter Fallbrücken: Item allerley Pressen Schnecken oder Windelstiegen und andern dergleichen Mechanischen Fabrichen. Fürst, Nürnberg [1668]. (Digitalisat) (Ausgabe von 1675) – Nachdrucke: Ed. „Libri Rari“ im Verlag Th. Schäfer, Hannover 1986 und 1997, ISBN 978-3-88746-059-4.